# Cleontes
Cleontes is een geslacht van wantsen uit de familie van de Reduviidae (Roofwantsen). Het geslacht werd voor het eerst wetenschappelijk beschreven door Carl Stål in 1874.

## Soorten
Het genus bevat de volgende soorten:

- Cleontes dilatatus (Signoret, 1860)
- Cleontes genitus Distant, 1903
- Cleontes laminatus Horváth, 1910
- Cleontes uganciensis Distant, 1912
- Cleontes ugandensis Distant, 1912